# The Addams Family (televisieserie uit 1964)
The Addams Family is een Amerikaanse sitcom gebaseerd op de strips van Charles Addams. De televisieserie liep van 18 september 1964 tot 2 september 1966, uitgezonden op ABC. De serie omvatte in totaal 64 afleveringen van elk 30 minuten, en werd regelmatig vergeleken met The Munsters, die in dezelfde twee seizoenen liep.
De serie werd oorspronkelijk geproduceerd door Filmways, Inc. in de General Service Studios in Hollywood, Californië. MGM Television heeft momenteel de rechten van de serie in handen.
De televisiereünie, Halloween With The New Addams Family, werd in oktober 1977 uitgezonden op CBS met dezelfde acteurs. Alleen Blossom Rock werd, omdat zij ziek was, vervangen door Jane Rose.

## Beschrijving
The Addams Family is een sitcom over de familie Addams. Deze familie heeft nogal macabere interesses. Ook al is het principe ervan nooit uitgelegd, heeft elk familielid bovennatuurlijke krachten. De introsong van Vic Mizzy beschrijft de familie als:
They're creepy and they're kooky
Mysterious and spooky...
De baas in huis is Gomez Addams, de zeer rijke en enthousiaste verliefde man van Morticia. Samen met hun twee kinderen, Pugsley en Wednesday, oom Fester en Grootmoeder wonen ze in een sierlijk, maar somber herenhuis. Ze worden bijgestaan door de reusachtige butler Lurch en een lopende hand, die "Thing" genoemd wordt. In sommige afleveringen wordt de familie vergezeld door andere familieleden, die ook leven in een opmerkelijke cultuur, waaronder neef Itt en Morticia's zus Ophelia.
De humor in de televisieserie ontstaat voornamelijk door de familie Addams haar eigen kijk heeft op de wereld, die meestal tegenovergesteld is van die van de doorsnee bevolking. Ze behandelen hun gasten altijd, zonder een enkele uitzondering, met beleefdheid en geven hen een hartelijk ontvangst, ook al hebben deze meestal kwaadaardige bedoelingen.

## Rolverdeling
- Carolyn Jones - Morticia Addams
- John Astin - Gomez Addams
- Ken Weatherwax - Pugsley Addams
- Lisa Loring - Wednesday Addams
- Jackie Coogan - Oom Fester
- Blossom Rock - Oma
- Ted Cassidy - Lurch
- Felix Silla – Neef Itt

## Trivia
- De familierelaties tussen de Addamses is in deze serie anders dan in latere incarnaties. In deze serie is Oma Addams de moeder van Gomez, en is Fester een oom van Morticia. In de andere series en films is Oma de moeder van Morticia en zijn Gomez en Fester broers.
- In deze serie kregen alle personages hun bekende namen. In de strips waar de serie op is gebaseerd waren alle personages naamloos.